# Semana de Vela de Antigua

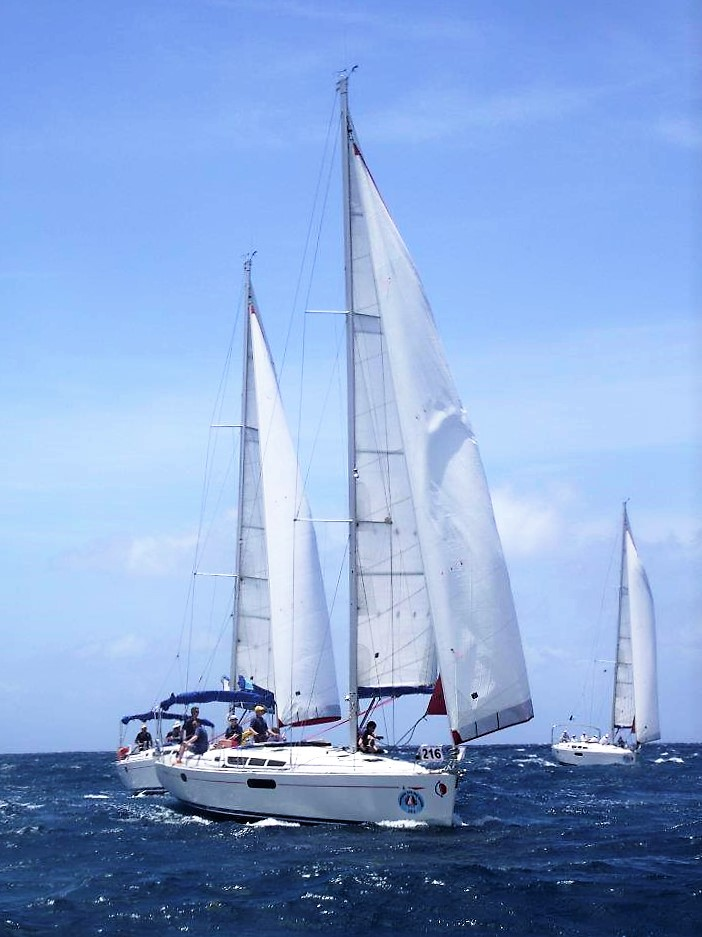
Sailingweek

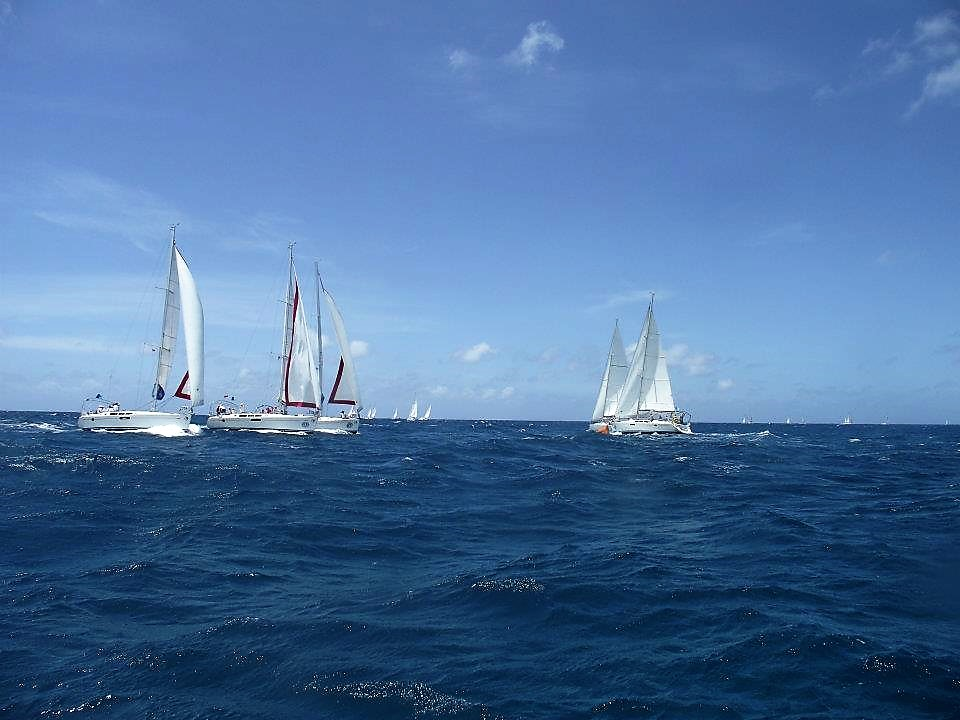
Antigua and Barbuda

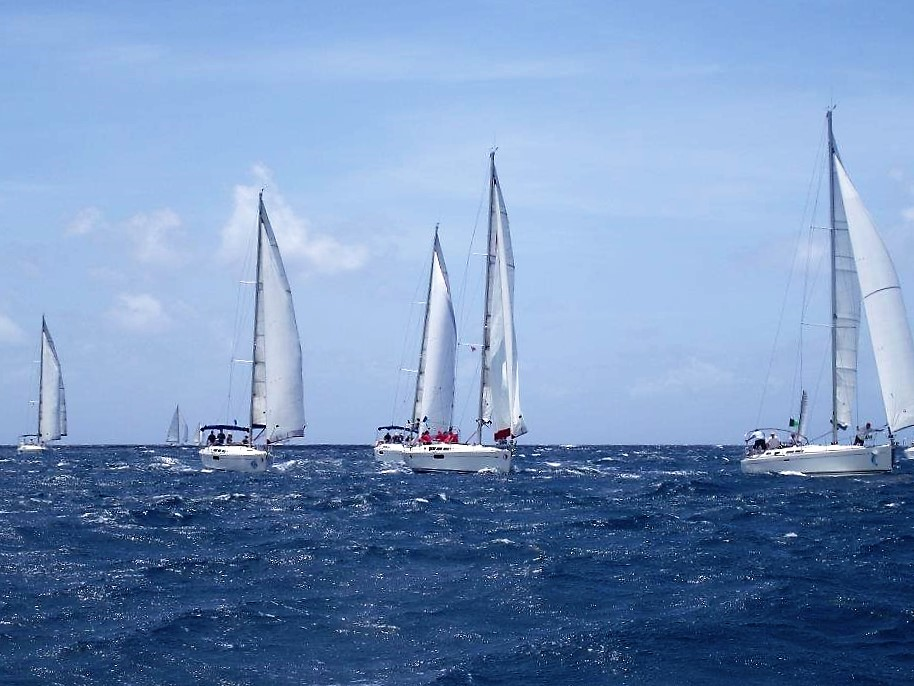
Vista de veleros.

La Semana de Vela de Antigua (en idioma inglés Antigua Sailing week), es en evento deportivo que se realiza todos los años en Antigua y Barbuda. Ofrece un sinfín de actividades durante esta temporada.
Dos días (Viernes y sábado) Antes de dar apertura al evento de Sailing week, Comienza la regata de veleros clásicos en English Harbour, cuyos veleros son divididos por categorías principales de Ventage. Clásicos entre 1950 y 1975 especialmente para este tipo de carrera, y así ofreciendo una verdadero espectáculo a todos los espectadores que la isla reúne de todo el globo terráqueo a presenciar este gran evento entre mar abierto.Patrocinado por Antigua Yacht Club.
El día Domingo se le da oficialmente la apertura del majestuoso evento Antigua Sailing Week con una participación aproximadamente de más de 100 veleros que llegan de todas partes del mundo, compitiendo en mar Caribe, con una gran fiestas para todos los habitantes y visitantes que reúne la Isla de Antigua. Una vez culminada la semana de carrera, se celebra la entrega de premios a los ganadores del evento por su categoría.
Aunado a esto, durante esta semana de fiestas, Antigua Sailing Week ofrece un calendario de actividades a realizar, conciertos, Juegos en la playa y fiestas en el parque nacional Nelson Dockyard y demás lugares ubicados en English Harbour, lugar de encuentro de todos los veleros y la gran mayoría de visitantes.

## Historia
La idea surgió por un grupo de amigos que se reunieron para celebrar una regata en 1968. Un número de amigos hoteleros y parte de su objetivo en la creación de la regata fue extender la temporada de invierno haciendo que la gente se quedara en Antigua un poco más o que viniera especialmente a participar en el evento que a su vez extiende el final de la actual temporada.
en 1968 La asociación de hoteles Antigua patrocinó su primer evento Antigua Sailing Week lo cual se celebró desde el 8 de junio hasta el 15 del mismo mes, con la participación de veleros procedente de Estados Unidos, Canadá y del Caribe.Invitación que se extendió a lo largo y ancho vía a través de agencias de viajes invitando a todos a venir para toda la temporada a Antigua. Aunado a esto las fiestas incluyó a tres días “Lord Nelson Regatta” con veleros de hasta 135 pies de largo, carrera de barco de potencia, concursos de pesca en alta mar y peces de Vela. También hubo una carrera de dos días entre los pescadores y una embarcación de pescadores de antigua cuyas lanchas las habían pintado en colores caribeños especialmente para el evento.
El Gobierno de Antigua and Barbuda y el Comité de Antigua Sailing week hizo todo lo posible para acoger a los visitantes y asegurarse que la pasaran bien. Para aquellos que no participaran en la competencia en el agua pero de alguna manera poderlos incluir en las demás actividades que se ofrecían para ese entonces. 
Sumado a esto también, El evento fue movido a la semana del 31 de mayo hasta el 7 de junio de 1969; y así paso durante los siguientes 47 años con nuevos patrocinadores que vienen a bordo y el programa de eventos de crecimiento y evolución.. Y así fue como se convirtió  en tradición Antigua Sailing Week para la isla, oficialmente el evento a realizarse el último Domingo del mes de abril de cada año.